# 李珉炯
Gumayusi（韓語：구마유시，2002年2月6日—），本名李珉炯（： Lee Min-hyung），是英雄聯盟的韓國職業選手，目前效力於T1戰隊。他在2020年韓國地區總決賽中首次亮相LCK。

## 早期生活
李珉炯2002年2月6出生于韩国。 他是韩国前星际争霸2职业选手李信炯（INnoVation）的弟弟。李珉炯还是T1队友兼股东李相赫（Faker） 的远房侄子。李珉炯是基督徒。

## 選手經歷
2018年12月18日，李珉炯在业余队KeG Seoul队参加了2018年KeSPA杯比赛。他的队伍以2-1的比分击败了职业LCK队伍韩华生命电子竞技。 
2018年12月，李珉炯宣布以「Catan」名义加入SK Telecom T1。
2019年，在担任练习生期间，他与来自 T1 的其他四名练习生 Canna、Ellim、Mask 和 Kuri 一起参加了 2019 年 LoL 业余锦标赛。该队被称为「T1新秀」，并赢得了比赛。 
2019年11月26日，T1宣布李珉炯加入主名单。
2020年，李珉炯在LCK地区决赛中首次亮相。他的首场比赛是对阵 Afreeca Freecs，并以 3-1 的比分获胜。
2020年11月24日，李珉炯与T1续约。
2021年1月13日，李珉炯在2021年LCK春季赛上打了他本赛季的第一场比赛。他职业生涯首次担任队伍主力。这场比赛的对手是韩华生命电子竞技。
李珉炯在对阵DWG KIA的比赛中打出了职业生涯的首个五杀。他与亞菲利歐一起实现了里程碑。
李珉炯被列入2021年英雄联盟世界锦标赛的名单 ，他和队友们在半决赛后结束了征程。
2021年12月3日，李珉炯与T1续约。

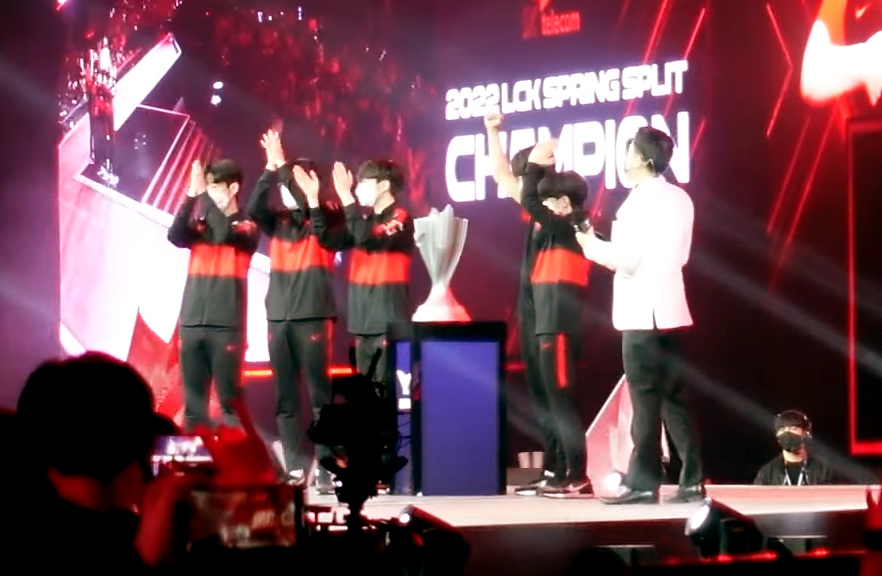
Gumayusi赢得他的第一个LCK冠军

李珉炯做到了219杀，打破了单赛季击杀次数最多的玩家纪录。他也是常规赛取得18胜0负战绩的队伍中的一员，成为LCK第一支实现这一纪录的队伍。
李珉炯在2022年LCK春季决赛中与队友一起赢得了他的第一个LCK冠军。
2023年，李珉炯继续与T1原班人马一队追逐冠军。
李珉炯在2023年S13英雄联盟全球总决赛里获得了冠军。这是他的第一个世界赛冠军。

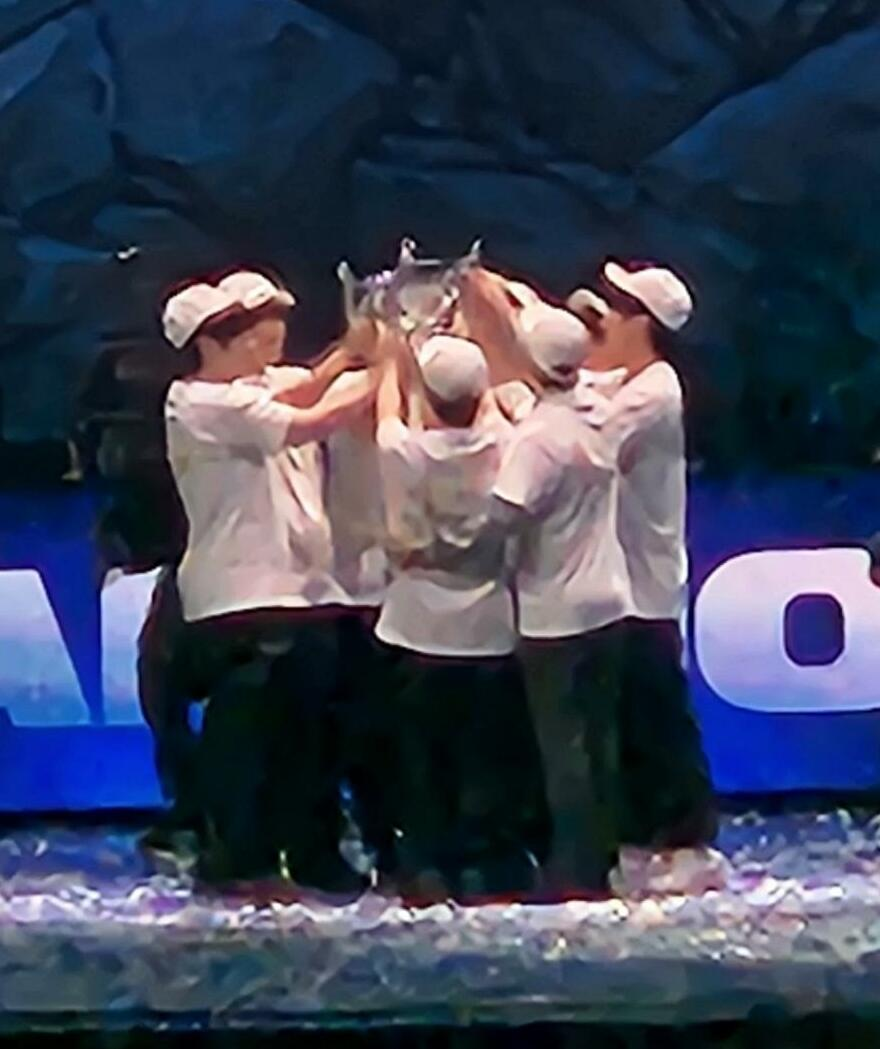
Gumayusi2023全球总决赛的冠軍

夺冠后他选择续约T1。

## 所屬團隊
| # | 團隊       | 隸屬期間                | 所屬聯賽 |
| - | ---------- | ----------------------- | -------- |
| — | KeG Seoul  | 2018/8/18 ~ 2018/12/18  |          |
| 1 | T1 Rookies | 2018/12/28 ~ 2019/11/26 | LCK AS   |
| 2 | T1         | 2019/11/26 ~            | LCK      |

## 獲獎及榮譽

### 團隊
| 年份 | 團隊    | 賽事                            | 名次   |
| ---- | ------- | ------------------------------- | ------ |
| 2018 | 南韓    | IeSF第十屆電子競技世界錦標賽    | 冠軍   |
| 2019 | 首爾KeG | 2018年KeSPA杯                   | 四強   |
| 2020 | T1      | 2020年LCK春季賽                 | 冠軍   |
| 2020 | T1      | 2020年LCK夏季賽                 | 第五名 |
| 2021 | T1      | 2021年LCK春季賽                 | 第四名 |
| 2021 | T1      | 2021年LCK夏季賽                 | 亞軍   |
| 2021 | T1      | 2021年世界大賽                  | 四強   |
| 2022 | T1      | 2022年LCK春季賽                 | 冠軍   |
| 2022 | T1      | 2022年季中邀請賽                | 亞軍   |
| 2022 | T1      | 2022年LCK夏季賽                 | 亞軍   |
| 2022 | T1      | 2022年世界大賽                  | 亞軍   |
| 2023 | T1      | 2023年LCK春季賽                 | 亞軍   |
| 2023 | T1      | 2023年季中邀請賽                | 季軍   |
| 2023 | T1      | 2023年LCK夏季賽                 | 亞軍   |
| 2023 | T1      | 2023年世界大賽                  | 冠軍   |
| 2024 | T1      | 2024年LCK春季賽                 | 亞軍   |
| 2024 | T1      | 2024年季中邀請賽                | 季軍   |
| 2024 | T1      | 2024年電競世界盃 – 英雄聯盟項目 | 冠軍   |
| 2024 | T1      | 2024年LCK夏季賽                 | 季軍   |
| 2024 | T1      | 2024年世界大賽                  | 冠軍   |
| 2025 | T1      | 2025年季中邀請賽                | 亞軍   |
| 2025 | T1      | 2025年電競世界盃 – 英雄聯盟項目 | 季軍   |

### 個人
2022年 
- 2022年LCK春季賽 第一陣容下路選手
- 2022年LCK Awards Gold King獎
- 2022年電競名人堂明星
- 電競名人堂英雄

2023年
- 2023年LCK春季賽 第一陣容下路選手
- 2023年LCK Awards 年度下路選手
- 2023年LCK Awards Gold King獎

2024年
- 2024年LCK春季賽 第三陣容下路選手
- 2024年LCK Awards 年度下路選手
- 2024年LCK Awards 最佳下路組（與Keria）

## 影視作品

### 綜藝節目
| 年份   | 日期    | 電視台／平台 | 節目名稱   | 集數 |
| ------ | ------- | ------------ | ---------- | ---- |
| 2024年 | 1月27日 | JTBC         | 認識的哥哥 | 418  |

### 電影
| 上映日期     | 電影名稱         |
| ------------ | ---------------- |
| 2024年9月4日 | T1 Rose Together |

## 外部連結
- Gumayusi的Instagram帳戶
- Gumayusi的X帳戶
- Gumayusi的新浪微博
- Gumayusi的YouTube頻道
- Gumayusi的SOOP頻道（韓版）
- Gumayusi的SOOP頻道（國際版）
- Gumayusi的虎牙直播間